# Santa María del Monte (Zinacantepec)
Santa María Magdalena del Monte es un pueblo que se ubica en el municipio de Zinacantepec. Su población aproximada, para el año 2020 (último censo de población y vivienda INEGI 2020) era de 28 498 habitantes. Santa María del Monte, cuenta con dos fiestas patronales en honor a santa María Magdalena, estas ferias se realizan en los meses de enero y julio, los días veintidós de los meses citados. Además cabe destacar que Santa María del Monte es la comunidad más grande tanto en población y territorio, de las localidades que conforman al Municipio de Zinacantepec. Los apellidos más populares son: Nava, Estrada, Ramírez, Reyes y Araujo.
A inicios del siglo XVIII el poblado de Santa María estaba cubierto por un extenso bosque de coníferas, por lo que lo hacía un territorio con mucha vegetación, flora y fauna.

## Origen del nombre Santa María
Cuentan los ancestros de nuestros abuelos que hace tiempo cuando no existía un nombre para nuestro poblado, llegó en forma de paloma María Magdalena se presentó ante los pocos habitantes y les comento el por qué había llegado a su poblado, María Magdalena dijo que se quedaría aquí y el pueblo recibiría su nombre (Santa María) los pobladores completaron el nombre con “Monte” (Santa María del Monte) ya que existía un extenso monte, María Magdalena prometió dejar una extensa riqueza de árboles frutales al pueblo. Esto no sucedió ya que según nuestros ancestros se portaron mal, María Magdalena se molestó y se fue del pueblo; se dice que un campanero del recinto sagrado que existía en ese tiempo la vio irse en forma de paloma con las semillas que un día fueron del poblado"
La presencia de María Magdalena se consideraba milagrosa, y los habitantes acudían a la feria del pueblo para encender veladoras en señal de agradecimiento. La feria era una celebración festiva que incluía la participación de danzas tradicionales como los Tecomates, los Moros y los Apaches, acompañadas de fuegos artificiales y un profundo respeto por la Virgen, en un ambiente de devoción y celebración comunitaria.

## Gastronomía
Aunque la alimentación se encuentra sujeta principalmente al aspecto económico de cada familia, es importante señalar que tradicionalmente y en eventos relevantes para la idiosincrasia de la población, encontramos platillos como son: barbacoa, mole, tamales, atole, carnitas, entre otros; así como bebidas que podemos tipificar en pulque, licor así mismo, podemos mencionar algunos alimentos complementarios como tortillas hechas a mano, elotes, esquites. En temporada de lluvias también se degusta: quelites, malvas, chivitas, quintoniles, hongos silvestres, gusanos de maguey, chapulines, acosiles entre otros. Estos productos complementan la alimentación de los habitantes de la comunidad y son fáciles de adquirir en su tianguis regional de los jueves y domingos

## Geografía
Santa María Magdalena del Monte está situado en la porción occidental del municipio de Zinacantepec, a los 19° 17' 13.39 de latitud norte y a los 99° 49' 36.80 de longitud oeste.
Su naturaleza geográfica, particularmente su altitud, le han determinado condiciones climáticas que a su vez derivan en características muy particulares a su flora y su fauna (INEGI, 2013).
Posee una superficie de 33.37 km², aproximadamente.

## Principales localidades
Barrios que conforman a la comunidad de Santa María del Monte:
- Barrio de México
- Barrio de El Coporo
- Barrio del Centro (Conformado por la Cabecera, Loma de Gonzalez, Loma de Pote y Colonia Santa Juanita)
- Barrio de San Bartolo El Viejo
- Barrio de San Bartolo Del Llano (San Isidro)
- Barrio de El Curtidor
- Barrio de San Miguel Hojas Anchas
- Barrio de la Rosa
- Agua Blanca
- La Lima
- Loma de San Francisco
- El Kiosco

## Asentamientos indígenas
Los principales asentamientos indígenas que tiene Santa María del Monte son:
- Barrio de México
- El Coporo
- Centro

En distintos puntos de estos barrios se han hallado vestigios de elementos culturales de origen aún desconocido.

## Flora
Principalmente hay pinos, cedros, oyameles, encinos, capulines, y tejocotes. Dentro de la vegetación herbácea las especies que existen son: quelite, huauzontle, nabo, verdolaga, malva, hongos, perlilla, maguey, y nopal, entre otros. 

## Fauna
La fauna es variada: ardillas, tlacuaches, ratas de campo, zorrillos y, escasamente, gatos monteses, liebres, conejos, coyotes, tejones, mapaches, serpientes de cascabel, águilas reales, buitres, búhos, etc.

## Clima
El clima es templado subhúmedo, con fríos húmedos en las laderas a pie del Xinantécatl (‘agua blanca’), con una temperatura media anual de 12.0 °C. Su humedad relativa anual es de 60 %.

## Agricultura
La agricultura en el pueblo es básica: predomina, en primer lugar, el cultivo de maíz y, en menor escala, la papa, el haba, y el chícharo, entre otros; también se localizan huertas y parcelas familiares.

## Ganadería
La actividad pecuaria es también escasa, y consiste, principalmente, en la cría y explotación de ganado bovino y porcino, destinado para el abasto interno. Otras especies de menor importancia son: ovinos, equinos, aves de corral y colmenas.

## Comercio
Cuenta con giros comerciales: tiendas de ropa, muebles, calzado, alimentos, ferreterías, materiales para construcción, papelerías, pastelerías y, en tiempos antiguos, Santa María del Monte se caracterizó por la venta y producción del pulque, que era una bebida tradicional con ya muy poca producción en la actualidad.

## Hermanamientos
- Santa María del Monte, Estado de México, México (2001)[1]